# ポップンタンクス!
『ポップンタンクス!』は、1999年7月29日にエニックス（現：スクウェア・エニックス）から発売されたPlayStation用の対戦型3Dシューティングゲーム。

## 内容
プレイステーション末期に発売された対戦型3Dシューティングゲームである本作は、子供向け玩具のようにデフォルメされた戦車へ乗り込み1対1の対戦を行うという内容である。また、キャラクターデザインは漫画家の吉崎観音が担当するなど、ゲーム全体はポップな雰囲気を持っている。メインキャラクター達を操作するストーリーモードや対戦モードに加え、エディットモードである「タンクワールド」もある。

### プチタンク
本作に登場する小型の戦車は「プチタンク」と呼ばれ、「タンク競技会」なるものが設立されるほど人々に広く流通している。タンク競技は1対1で戦闘を行い勝敗を決定する対戦型スポーツとされ、作中では確認できるだけでも31人ものタンク乗りが参加している。
プチタンクの操縦方法には前進、後退、旋回、主砲、機銃、体当たり、必殺ワザ、砲塔の左右90°回転、自動旋回、ガードがある。一方で、左右のキャタピラを個別に回転させるような機能はない。
実際の対戦では戦車を後方から見た視点でこれらの操作を行い、相手タンクへと主砲を向けて攻撃を叩き込んで行くこととなる。
ただし、主砲には一度に撃てる弾数に限りがあり、消費した弾は一定時間の回復を待たなければならない。
主砲による砲撃とは別に、相手と接近した場合などには体当たりで大ダメージを与えられ、限られた回数のみ使える切り札として「必殺ワザ」という攻撃もある。

### タンクワールド
「タンクワールド」では、プレイヤー自身がタンク乗りとなってタンク競技のチャンピオンを目指すモードである。内容としては競技に参加するNPCらと対戦を行ってタンクをカスタムする「パーツ」を集め、性能や戦績を高めてランキングの上位を目指してゆく。なお、当モードでそれぞれがカスタムしたタンクのデータは持ち寄って対戦することもできる。

## キャラクター／搭乗戦車
一人用のストーリーモードにおいては、プチタンクを軍事目的で利用する「タリン帝国」と9人のタンク乗りとの騒動が描かれる。
プエル／プチMk-1
声：くまいもとこ
町はずれで父親と自動車整備工場を営む少年。11歳。
ストーリーモードでは、タリン帝国の試作兵器とは知らずに廃棄されていたジャンクパーツから「プチMk-1」を組み立てて愛車としたことで、騒動に巻き込まれる様子が描かれている。
プエラ／フォアグラン
声：大谷育江
プエルの幼なじみで、彼に影響されてタンク乗りとなり、良きライバルとなっている。
水陸両用として設計されたアヒル型プチタンク「フォアグラン」を運用する。
ビットマン／プチMk-2
声：伊藤健太郎
タリン帝国軍の元エースパイロットで、開発途中のプチMk-1が紛失した事件の責任を受けて軍に追われている。
プチMk-1の改良型である「プチMk-2」を運用する。
ガント／ロングトム
声：山形満
突撃突破を身上とする老将軍で、愛する妻の命日に花を探しに出かけ、数々のトラブルを引き起こしてゆく。
愛車「ロングトム」は一体型の二連砲塔を持っている。
ボックル／マルゴポーク
声：竹内順子
ガーデンロイド財閥の長男にして、ボックル・モーター社の社長である一方、まだ少年であり、食べることが好きである。
何一つ不自由のない現在の生活に疑問を抱き、ある日家を飛び出してタリン軍に入隊してしまった。
バギーを改造したタンク「マルゴポーク」を運用。
ドミナ＆ヘッケル／パンツァーシナモン
声：氷上恭子（ドミナ）、竹本英史（ヘッケル）
ボックルのメイド・ドミナと執事・ヘッケルの二人組で、ボックルを探している。
タンクに関する知識はほとんどないはずが、ヘッケルの操縦は妙に戦闘慣れしているらしい。
デリバリーカーを改造したケーキ型のプチタンク「パンツァーシナモン」を運用しており、発射される冷凍弾は、もともと食品保存用だった。
フェリーナ／ドリルガー
声：大谷育江
タリン帝国軍の女子タンク部隊の隊長で、実弟ビットマンの力になるべくその行方を追っている。
愛車「ドリルガー」は名前の通り巨大なドリルを装備している。
ダテ／38式双頭蛇中戦車
声：高橋広樹
かつて伝説のエースパイロットとして知られた日の出公国の将校で、国とともに死したはずだが、タリン国内で戦車を駆る姿が目撃されているらしい。
愛車「サンパチシキフタエガシラノオロチチュウセンシャ」は上下2門の砲塔を持つ。
タリン皇帝／タリン戦艦
声：山形満
タリン帝国の現皇帝で、ある秘密兵器の起動準備を進めている。高齢だが、短気でわがままな性格をしている。